# Њу Брансвик
Овај чланак описује канадску провинцију. За град у Њу Џерзију, погледајте Њу Брансвик (Њу Џерзи).
Њу Брансвик (енгл. New Brunswick, фр. Nouveau-Brunswick), једна је од десет канадских покрајина (провинција). Статус покрајине има од 1867. године. Именована је по граду Брауншвајгу у данашњој Немачкој, чије је дијалектално име Бронсвик интерпретирано као Брансвик на енглеском језику. Једина је канадска покрајина која је и званично двојезична.
Највећи градови у покрајини су Сент Џон и Монктон.
Њу Брансвик је брдовито и стеновито полуострво, без повољних услова за земљорадњу. Обилне кише погодују расту шума, па је развијена производња дрвне грађе и папира. Близина Атлантика допринела је развоју риболова. Главно природно богатство је угаљ.

## Становништво
| 1996.   | 2001.   | 2006.   | 2011.   | 2016.   |
| ------- | ------- | ------- | ------- | ------- |
| 738.133 | 729.498 | 729.997 | 751.171 | 747.101 |